# 阿普沙
阿普沙（法語：Apchat）是法国多姆山省的一个市镇，属于伊苏瓦尔区（Issoire）阿尔代县（Ardes）。该市镇总面积35.86平方公里，2009年时的人口为190人。

## 人口
阿普沙人口变化图示